# الاشتراكية للأغنياء والرأسمالية للفقراء

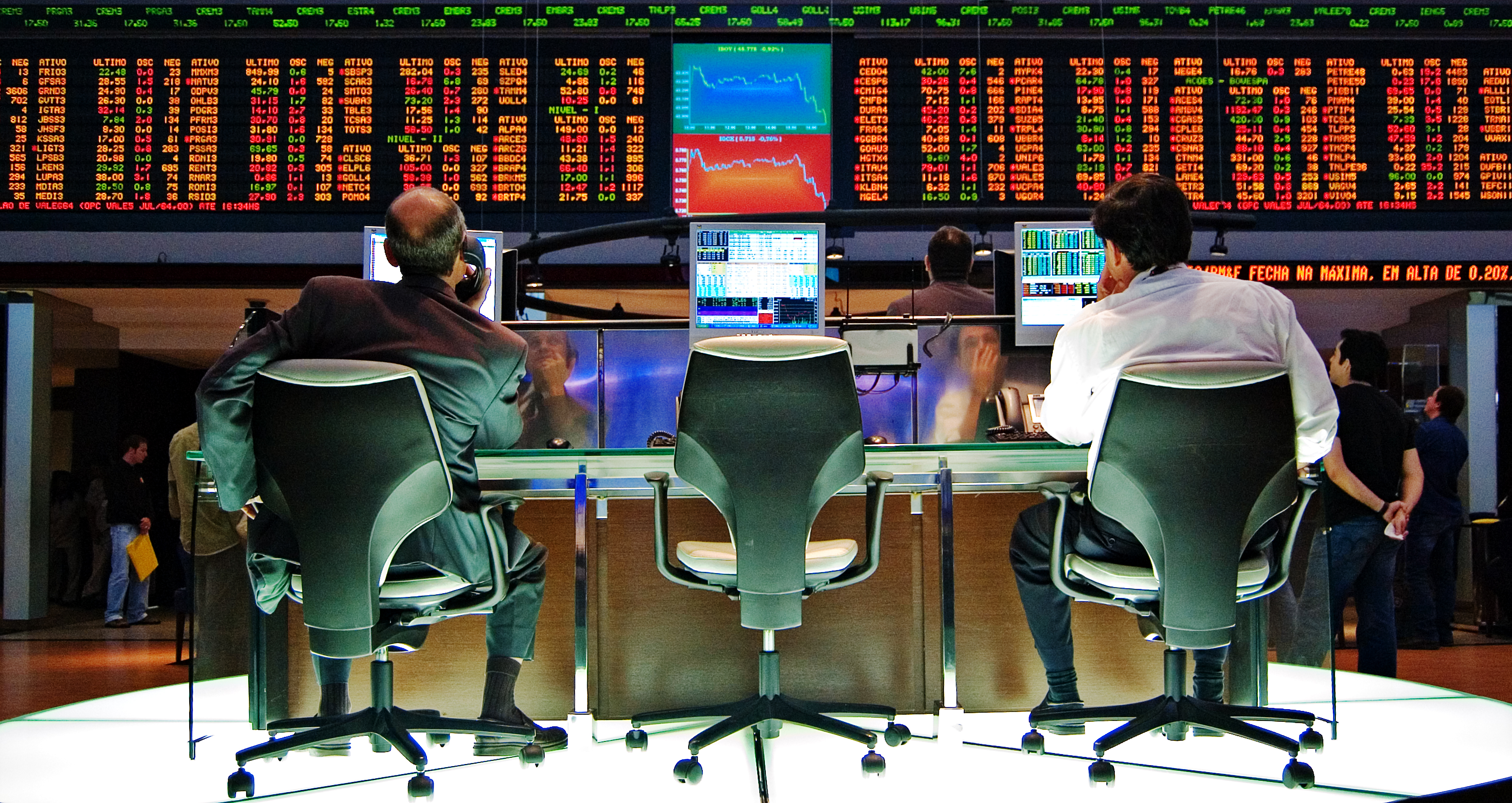

الاشتراكية للأغنياء والرأسمالية للفقراء هو جدال سياسي اقتصادي قديم يشير إلى أنه في الرأسمالية المتقدمة تعلن المجتمعات عن سياسات تؤكد على تدفق موارد للأغنياء أكثر من الفقراء، على سبيل المثال في شكل مدفوعات تحويلية. ويُستخدم مصطلح رفاهية الشركات على نطاق واسع لوصف معاملة الحكومة لشركات خاصة معاملة تفضيلية. وتعد البيانات التي يسمح بها الاقتصاد السياسي الرأسمالي تجاه الشركات الكبيرة واحدة من أشكال النقد الأكثر شيوعًا، والتي تتيح لهم "خصخصة الأرباح وتعميم الخسائر.” وقد أُثير هذا الجدال وذُكر في مناسبات عديدة.
مفهوم الاشتراكية فلسفيا

## التاريخ والاستخدام
ربما تكون هذه العبارة عُممت لأول مرة في كتاب مايكل هارينغتون 1962 أمريكا الأخرى والذي استشهد فيه هارينغتون بـتشارلز أبرامز، السلطة المعروفة في السكن.
وقد ذكرها أندرو يونغ لتسمية نظام الولايات المتحدة باسم «الاشتراكية للأغنياء والمشاريع الحرة للفقراء»، وكثيرًا ما استخدم مارتن لوثر كينغ هذه العبارة في خطاباته. ومنذ عام 1969 على الأقل، استخدم غور فيدال تعبير «المشاريع الحرة للفقراء والاشتراكية للأغنياء» لوصف السياسات الاقتصادية الأمريكية، واستخدمه منذ ثمانينيات القرن العشرين في نقده لـسياسات ريغان الاقتصادية.
في شتاء 2006/2007، ردًا على الانتقادات حول واردات النفط من فنزويلا، البلد التي كانت تحت قيادة هوغو تشافيز، رد جوزيف كينيدي الثاني، مؤسس ورئيس شركة سيتيزنز إينرجي بنقد للنظام الأمريكي الذي وصفه بأنه «نوع من الاشتراكية للأغنياء ومشاريع حرة للفقراء يترك الناس الأكثر ضعفًا يعانون من البرد». كما أصبح روبرت كينيدي معروفًا بالتعبير للجمهور العريض أن الولايات المتحدة أصبحت الآن أرضًا لـ «الاشتراكية للأغنياء والرأسمالية الوحشية للفقراء».
عبّر دين بيكر عن وجهات نظر متماثلة في كتابه (ولاية حامية للمحافظين) The Conservative Nanny State: عن كيفية استخدام الأغنياء للحكومة كي يظلوا أغنياء ويزدادوا ثراء ، والذي أشار فيه إلى عدة مجالات سياسية مختلفة يكون تدخل الحكومة فيها ضروريًا لحفظ ثروة قلة من الناس وزيادتها.
انتقد أستاذ اللسانيات نعوم تشومسكي الطريقة التي تم بها تطبيق مبادئ السوق الحرة. وجادل أن الأغنياء يستخدمون بلاغة السوق الحرة لتبرير فرض مخاطر اقتصادية أكبر على الطبقات الدنيا، بينما يتم عزلهم من قسوة السوق من خلال المزايا السياسية والاقتصادية التي تقدمها هذه الثروة. وأشار إلى أن "السوق الحرة تكوناشتراكية للـأغنياء وأسواق [حرة] للفقراء وحماية حكومية للأغنياء.”
وقد أثير جدال مع طريق مماثل في اتصال بالأزمة المالية عام 2008. وفيما يتعلق بـالاستيلاء الحكومي الفيدرالي على فاني ماي وفريدي ماك، استخدم رون بلاكويل، كبير الاقتصاديين في الاتحاد الأمريكي للعمل ومؤتمر المنظمات الصناعية، عبارة "الاشتراكية للأغنياء والرأسمالية للفقراء" لوصف النظام. وفي سبتمبر 2008، قال عضو مجلس الشيوخ عن ولاية فيرمونت، الاشتراكي الديمقراطي بيرني ساندرز فيما يتعلق بـخطة إنقاذ النظام المالي بالولايات المتحدة: "هذا هو المثال الأكثر تطرفًا الذي يمكنني أن أذكره عن الاشتراكية للأغنياء والمشاريع الحرة للفقراء". وفي الشهر نفسه، قال الخبير الاقتصادي نورييل روبيني: "إنه أمر مثير للشفقة ألا يتشاور الكونغرس مع أي من الاقتصاديين المهنيين العديدين الذين قدموا […] خطة بديلة كانت أكثر إنصافًا وكفاءة وأقل تكلفة في طرق حل هذه الأزمة. ومرة أخرى، تعد هذه القضية قضية خصخصة المكاسب وتعميم الخسائر؛ وهو ما يعد إنقاذًا واشتراكية للأغنياء، المتصلين جيدًا وفي وول ستريت.
عدّل وزير العمل الأمريكي السابق روبرت رايش هذه العبارة في برنامج ذا ديلي شو في 16 أكتوبر 2008: فقال «لدينا الاشتراكية للأغنياء والرأسمالية للجميع.»
وقد تضمن خطاب الصحفي جون بيلجر هذه الجملة عند استلامه جائزة أستراليا في مجال حقوق الإنسان وهي جائزة سيدني للسلام، في 5 نوفمبر 2009: حيث قال "لقد أصبحت الديمقراطية خطة عمل بخط احتياطي لكل نشاط بشري وكل حلم وكل أخلاق وكل أمل. وحاليًا تكرس الأحزاب الرئيسية البرلمانية جهودها لتطبيق نفس السياسات الاقتصادية - الاشتراكية للأغنياء والرأسمالية للفقراء - ونفس السياسة الخارجية المتمثلة في الطاعة والخنوع للحرب التي لا نهاية لها. هذه ليست ديمقراطية. فهي تمثل للسياسة ما يمثله ماكدونالدز للطعام.”
وقد أشار السيناتور الأمريكي بيرني ساندرز إلى هذه العبارة أثناء خطابه الذي استمر لمدة 8 ساعات ونصف في مجلس الشيوخ في 10 ديسمبر 2010 ضد استمرار التخفيضات الضريبية التي كانت موجودة في عهد بوش، عندما تحدث عن خطة الإنقاذ الفيدرالية للمؤسسات المالية الكبرى في الوقت الذي يتم فيه رفض تقديم القروض للشركات الصغيرة.

## الاختلافات
- خصخصة الأرباح/المكاسب وتعميم المخاطر/الخسائر/الديون
- الأسواق والمشاريع الحرة والمشاريع الخاصة والرأسمالية للفقراء، في حين الحصول على حماية الدولة والاشتراكية للأغنياء